# صندوقچه اشرفی (مجموعه تلویزیونی)
صندوقچه اشرفی نام یک مجموعه تلویزیونی ایرانی به کارگردانی «پرویز کاردان» است که در سال ۱۳۴۵ از تلویزیون ملی ایران پخش شد.

## خلاصه داستان
داستان این مجموعه تلویزیونی، درباره پیرزنی است که به‌خاطر صندوقچه اشرفی‌اش به قتل می‌رسد و قاتل سرانجام، توسط «سرکار استوار» به دام می‌افتد و به مراجع قانونی تحویل می‌شود.

## بازیگران و عوامل تولید

### بازیگران
- عبدالعلی همایون در نقش «سرکار استوار»
- حسن خیاط‌باشی
- پرویز صیاد
- پری امیرحمزه
- غلامحسین حسینی

### عوامل تولید
- تهیه‌کننده و کارگردان: پرویز کاردان
- فیلمبردار: مازیار پرتو
- فرمت تصویر: ۳۵ میلیمتری، سیاه و سفید
- محصول: تلویزیون ملی ایران
- سال تولید و پخش: ۱۳۴۵